# تلولا (لوئیزیانا)
تلولا (به انگلیسی: Tallulah) شهری در ایالت لوئیزیانا کشور ایالات متحده آمریکا است که جمعیت آن در سرشماری سال ۲۰۱۰ میلادی، ۷٬۳۳۵ نفر بوده‌است.